# Laurence Hope (Maler)

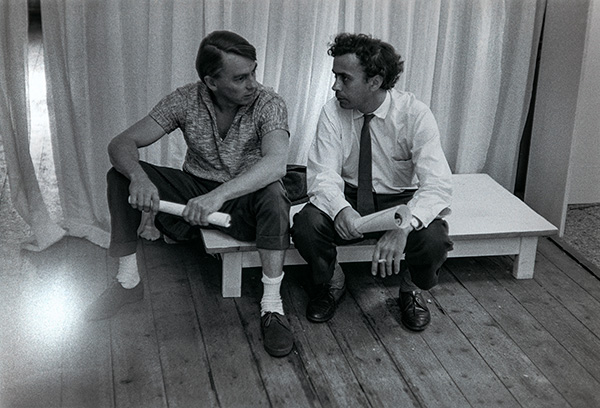
John Perceval und Laurence Hope im Museum of Modern Art Australia, Melbourne, 1961. Fotografie von J. Brian McArdle

Laurence Hope (* 9. März 1927 in Sydney; † 3. Februar 2016 in London) war ein australischer Maler aus Sydney, der vor allem für seine Gemälde-Serie Lover, Dreamers und Isolates bekannt geworden ist.

## Leben

### Jugend
Laurence Hopes Eltern, Norman und Gertrude Hope, waren Künstler, die sich in den 1920er Jahren am Brisbane Technical College kennen gelernt hatten. Sein Vater führte ein erfolgreiches Illustrations- und Druckgeschäft, und Laurence übernahm bereits in jungen Jahren künstlerische Aufträge für das Familienunternehmen.
Seine Eltern und sein älterer Bruder Norman lebten zunächst in Dee Why, bevor sie während der Depression nach Seaforth zogen. In der örtlichen Grundschule lernte Laurence den jungen Charles Blackman kennen, mit dem ihn eine enge Freundschaft verbinden sollte. Später besuchte Laurence das East Sydney Technical College und entwickelte bereits in jungen Jahren einen reifen Stil, der ihm eine Reihe von Kunstpreisen einbrachte, darunter den nationalen Sun Youth Art Prize 1940 für sein Gemälde Sydney Orchestra.

### Brisbane
Laurence Hope studierte am East Sydney Technical College (1941–44), bevor er für einige Jahre nach Brisbane ging (1944–52). Er war mittellos und verbrachte einige Nächte im Freien, bevor er den Dichter Barrett Reid kennenlernte, der ihn bei seinen Eltern aufnahm. Es folgten eine Reihe von Aushilfsjobs, die ihm halfen, seine Kunst zu finanzieren, die sich weiterhin hauptsächlich mit der Darstellung der Besitzlosen und Schwachen in der Gesellschaft beschäftigte.
Barrett Reid war einer der Gründer der Barjai group, einer Gruppe von Schriftstellern und Dichtern. Laurence Hope schloss sich dieser Gruppe an, die sich der „kreativen Jugend“ und der freien Meinungsäußerung widmete, und seine Gemälde wurden in der Literaturzeitschrift Barjai zusammen mit Gedichten und Artikeln von Laurence Collinson, Charles Osborne, Barbara Patterson (später Blackman) und Judith Wright veröffentlicht. 1945 gehörte Laurence Hope zu den Gründungsmitgliedern der jungen Künstlergruppe Miya Studio, deren Überzeugungen vom Establishment in Brisbane als avantgardistisch angesehen wurden und mit dem Ziel, jungen Künstlern, einen Ausstellungsraum zur Verfügung zu stellen. Laurence Hope stellte während des Bestehens der Studios von 1945 bis 1949 in deren Jahresausstellung aus. In dieser Zeit traf er Charles Blackman wieder und die beiden reisten, malten und lebten mehrere Jahre zusammen. Blackman schrieb Hope zu, ihm in dieser Zeit geholfen zu haben, sich auf das Leben als Künstler vorzubereiten.
Auf einer Reise per Anhalter mit Barrett Reid lernte er 1947 John und Sunday Reed kennen, die zu lebenslangen Förderern seiner Kunst werden sollten. Durch sie lernte Hope viele einflussreiche Avantgardisten der Melbourner Kunstszene kennen, darunter Joy Hester, Sidney Nolan, Arthur Boyd und John Perceval.
In den späten 1940er und frühen 1950er Jahren reiste Hope viel durch Queensland und nahm verschiedene Gelegenheitsjobs an, während er lebhafte Dschungel-, Stadt- und figurative Bilder malte. Während dieser Zeit hatte er eine Reihe erfolgreicher Einzelausstellungen in Brisbane.

### Melbourne
1953 zog Laurence Hope nach Melbourne, wo er Georges Mora und Mirka Mora kennenlernte. Er wurde Pate ihres zweiten Sohnes William. Er nahm an einer Reihe von Ausstellungen in Mirkas Atelier teil, darunter eine Einzelausstellung im Jahr 1954, und half bei der Wiederbelebung der Contemporary Arts Society. Während seiner Zeit in Melbourne lernte er wichtige Künstler kennen, die seine künstlerischen Vorstellungen teilten, darunter Danila Vassilieff, John Perceval, Arthur Boyd, Jean Langley und Robert Dickerson. 1962 arbeitete Laurence Hope mit John Perceval und Mirka Mora an den Wandgemälden Aspendale Fricassee und Balzac Fricassee von Ross Crothall und Mike Brown von den Annandale Imitation Realists. 
Gleichzeitig konzentrierte er sich immer mehr auf die Auseinandersetzung mit der Isolation und Einsamkeit des Menschen, ein Thema, das ihn seit seiner Jugend beschäftigte und zeitlebens nicht mehr losließ.

### London
Nach einer ausgedehnten Reise durch Europa ließ sich Laurence Hope 1963 in London nieder. Dort traf er sich mit im Ausland lebenden Freunden – Charles Blackman, Barbara Blackman, John Perceval, Arthur Boyd und Barry Humphries. Während dieser Zeit wandte er sich auch der Schauspielerei zu und spielte an der Seite von Germaine Greer in dem Philippe-Mora-Film Trouble in Melopolis. In den folgenden fünf Jahren reiste Laurence Hope weiter durch Europa, Asien und Amerika. Diese Reisen beeinflussten seine Malerei, die „dramatischer, lebendiger und farbenfroher“ wurde. Er begann, in größerem Maßstab zu malen und Monumente, Tempel und sogar mythologische Kreaturen aus Kambodscha und der Maya-Kultur mit einzubeziehen.
In dieser Zeit hatte er eine Reihe wichtiger Ausstellungen, darunter eine Retrospektive in den Holdsworth Galleries in Sydney und in der Commonwealth Art Gallery in London. 1977 zeigte seine Ausstellung Opal the Rainbow Gem im ICA in London Cibachrome-Abzüge und davon abgeleitete Acrylbilder des Opals, die unter dem Mikroskop bis zu 5400-fach vergrößert worden waren.
1972 bekam er mit seiner Lebensgefährtin Marna Shapiro einen Sohn, Danton. Dies veranlasste ihn, ein Serie von Baby-Fantasy-Bildern zu malen. 1989 heiratete er Wendy Shaw. Im Jahr 2002 hatte Hope eine große Retrospektive im Heide Museum of Modern Art in Melbourne, die auch in der Sir Hermann Black Gallery der University of Sydney und in der Customs House Gallery der University of Queensland zu sehen war. 
Hope ist am 3. Februar 2016 in London gestorben.
Laurence Hope ist in zahlreichen öffentlichen und privaten Sammlungen vertreten, darunter die National Gallery of Australia, die National Gallery of Victoria, die Art Gallery of South Australia, die Queensland Art Gallery, das Heide Museum of Modern Art und das University Art Museum - University of Queensland.